# Fernando Álvarez de Sotomayor Ramírez
Fernando Álvarez de Sotomayor Ramírez (Cabra, Córdoba) fue un militar y político liberal español del siglo XIX. General de Artillería, fue condenado a muerte durante el reinado de Fernando VII.

## Biografía

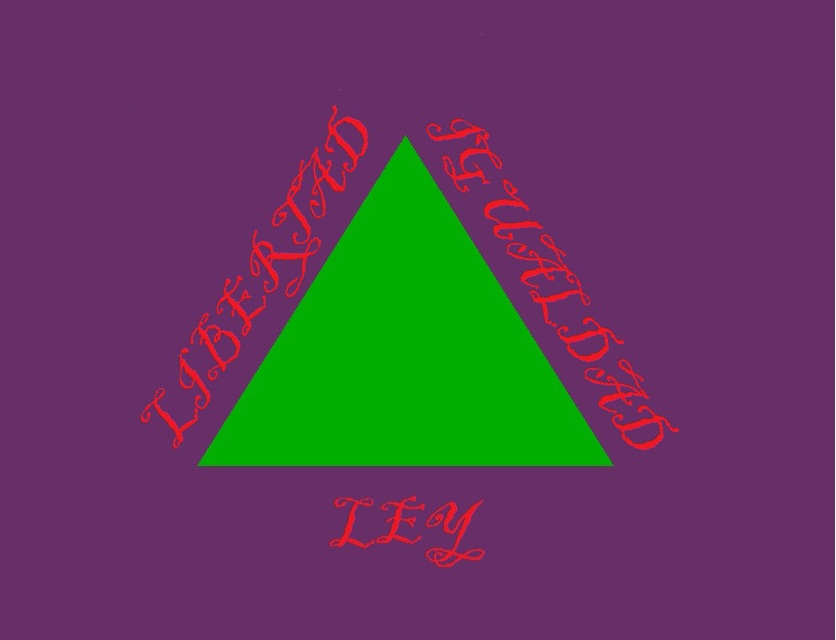
Reconstrucción hipotética de la «bandera» que supuestamente estaría bordando Mariana Pineda y que motivó su detención, juicio y ejecución

Primo de Mariano de Pineda y Ramírez, capitán de navío y caballero de la Orden de Calatrava, padre de Mariana Pineda, Fernando Álvarez de Sotomayor Ramírez fue un destacado militar de ideas liberales que tomó parte en varios intentos de sublevación contra el régimen absolutista de Fernando VII, por lo que fue condenado a muerte y llevado preso a la cárcel de Granada. Es el personaje que aparece en la obra Mariana Pineda, de Federico García Lorca, como el capitán Pedro de Sotomayor. Fue abuelo de Fernando Álvarez de Sotomayor y Flores.
Condenado a muerte por el levantamiento liberal desde Gibraltar en 1827. Su prima, desaparecida de Granada desde hacía unos meses cuando por fin regresó a Granada ayudó a Fernando Álvarez de Sotomayor Ramírez a escapar de la cárcel donde cumplía condena desde 1827 por haber participado en diversas conspiraciones liberales organizadas por los exiliados de Gibraltar. La estratagema de la que se valió para liberar a su primo en 1828 fue introducir unos hábitos en la cárcel y entregárselos a Fernando, que disfrazado de fraile salió de la prisión sin mayores dificultades porque, como había observado Mariana, los muchos clérigos que entraban y salían del establecimiento nunca eran controlados por los guardias. Se refugió inicialmente en casa de Mariana y cuando fue a buscarlo allí el alcalde del crimen de Granada Ramón Pedrosa Andrade ya se encontraba en Gibraltar. Pasó a formar parte de la leyenda de Mariana Pineda que mantuvo una relación sentimental con su primo, pero no existe ninguna prueba de la misma. Lo que sí está demostrado es que tras su vuelta tuvo como amante a otro egabrense, el abogado José de la Peña, de veintiocho años, y que según su biógrafa Antonina Rodrigo, citada por Carlos Serrano, posiblemente estuvo unido a Mariana «por un matrimonio secreto de los llamados de “conciencia”, celebrado en la iglesia de Santa Ana». De ese enlace nacería en enero de 1829 una niña a la que Mariana reconoció como hija natural a pesar de que no vivieran juntas, aunque no así José de la Peña, que esperó a 1836 para «adoptarla», a 1846 para reconocerla como hija y a 1852 a reconocerla como heredera.

## Obras literarias sobre Mariana Pineda
- Francisco Villanueva y Madrid, El heroísmo de una señora ó la tiranía en su fuerza. Drama histórico original en cuatro actos dedicado a la inmortal Mariana Pineda, víctima por la libertad en Granada. Reinado de Fernando VII, y Ministerio de Calomarde. Lisboa: Na Impr. De J. M. R. e Castro, Rua Formosa, 67, 1837.
- Francisco de Paula Lasso de la Vega, Mariana Pineda. Drama en cuatro actos, 1838.
- Federico García Lorca, Mariana Pineda, 1925.
- José Martín Recuerda, Las arrecogías del beaterio de Santa María Egipciaca, 1970.
- José Ramón Fernández Domínguez, Mariana, 1991.
- Antonio Carvajal, Mariana en sombras, 2002.
- Isabel Pisano, El Papiro de Sept, 2009

## Mariana Pineda en televisión
- «Mariana Pineda», episodio de la serie Paisaje con figuras producida por RTVE con guion de Antonio Gala, dirección de Antonio Betancourt e interpretado por Blanca Estrada,[8] se emitió el 13 de diciembre de 1976.[9]
- Proceso a Mariana Pineda (1984), de Rafael Moreno Alba, serie de RTVE protagonizada por Pepa Flores, Germán Cobos, Juanjo Puigcorbé, Carlos Larrañaga, etc.